# 친밀감에 대한 공포
친밀감에 대한 공포(Fear of intimacy)는 사회공포증(social phobia)이자 불안장애(anxiety disorder)로서, 이를 가지고 있는 사람은 타인과 친밀한 관계를 맺지 못한다. 또한 이 용어는 애착이론심리학(attachment theory psychology)에서 정신력 측정(psychometric test)의 등급 혹은 성인 애착 유형 중 하나를 의미하기도 한다.
친밀감에 대한 공포는 감정적으로는 물론 육체적으로도 타인과 친해지는 것에 대한 공포를 말한다. 이 공포는 또한 "불안으로 인하여 한 개인이 높은 평가를 받는 다른 개인과 함께, 개인의 유의미성(personal significance)에 대한 감정이나 생각을 상호교환하는 능력이 제한되어 있는 것"으로도 정의된다. 친밀감에 대한 공포는 존재에 관한 관점의 표출로서, 이를 통해 사랑하고 사랑받는 것이 삶을 가치있고 죽음을 불가피한 것이라고 바라보게 한다. 친밀감에 대한 공포는 유년 초기 부모와의 애착에서부터 성인기 관계 형성의 실패에 이르기까지 유대관계를 형성하지 못한 경험으로 발생할 수 있다.

## 증상
이러한 공포를 갖고 있는 사람들은 친밀한 관계를 이루는 것에 대하여 불안이나 공포를 느낀다. 이들은 타인으로부터 사랑이나 지지를 받을 자격이 없다고 생각한다. 친밀감에 대한 공포를 정의하는 데에는 다음의 세가지 특징이 있다.

(1) 개인 정보를 전달하는 능력에 해당하는 내용(content)

(2) 주고받는 개인 정보에 대한 감정을 의미하는 정서적 유의성(情緖的 誘意性, emotional valence)

(3) 친밀한 사람에 대한 존경을 표하는 것으로서 마음 열기(vulnerability)
바르톨로뮤(K.Bartholomew)와 호로비츠(L.M.Horowitz)는 이를 더욱 진전시켜서 네 가지 성인 애착 유형을 제시하였다.

(1) 안정형(secure)은 자신이 가치있는 사람(worthiness)이고 사랑받을 수 있는 자격(lovability)이 있다는 느낌을 가지고 있으며, 친밀감과 자율성에 대하여 편안하다.

(2) 몰입형(preoccupied)은 자기가치성(self-worthiness)의 느낌이 결여되어 있지만 타인을 긍정적으로 보면서 자신의 사랑과 인정을 추구한다.

(3) 공포형(fearful)은 사랑받을 수 있는 자격이 있다는 느낌이 결여되어 있으며 타인이 거절할 것이라는 생각에 타인을 회피한다.

(4) 무심형(dismissing)은 사랑의 가치를 느끼지만 신뢰할 수 없다고 보는 타인들로부터 멀어진다.

## 원인
유기공포(fear of abandonment)와 함입에 대한 두려움(fear of engulfment), 양자는 결국엔 상실에 대한 두려움(fear of loss)으로서, 친밀감에 대한 두려움의 핵심에 있다. 양자는 보통 공존해 있다. 양자는 완전히 서로 다른 성격의 것이지만, 파트너를 끌어들였다가 다시 밀쳐내는 행동을 일으킨다는 점에서는 같다.
양자는 보통 유년기 경험에 근간을 두고 있으나, 성인시절 경험하는 대인관계를 통해 촉발된다. 만약 현재 상황만 가지고서 관계를 살펴본다면 혼란만 가중할 뿐이다.
버림받을 것에 대한 두려움, 즉 유기공포를 가지고 있는 사람은 파트너가 떠날 것을 걱정한다. 이는 어려서 부모나 중요한 어른으로부터 감정적으로 혹은 물리적으로 버림받은 경험으로부터 발생한다.
함입에 대한 두려움을 가지고 있는 사람은 관계 속에서 통제당하거나 지배당하거나 스스로를 잃어버릴 것에 대한 두려움을 가지고 있으며, 구성원 간의 사적인 경계가 허물어져 버린 밀착된 가족(enmeshed family) 내에서 성장한 배경에서 주로 유래된다.

## 위험요소
어렸을 적 부모가 신뢰하지 못하는 대상이어서 애착(attachment)에 문제가 발생한 것이 주요 원인이다. 특히 낯선 사람을 무조건 불신하라는 부모의 가르침, 우울증이나 강간피해를 당한 경험이 있는 경우에 친밀감에 대한 두려움이 더 흔하다. 교사, 친척, 괴롭히는 친구 등 가정 바깥 관계에서도 트라우마적 관계를 맺었을 수 있다. 청소년기와 성년기 관계 경험이 친밀감에 대한 개방성에 영향을 줄 수 있다. 구체적으로 다음과 같은 것들이 있다.
- 언어 학대
- 신체 학대
- 성적 학대
- 신체적 방임(physical neglect) : 아이의 신체 발달에 필요한 기본적인 욕구를 충족시켜주지 못함
- 정서적 방임(emotional neglect) : 아이를 정서적으로 돌보지 못함
- 사망, 이혼 등으로 부모를 잃음
- 부모의 질병 : 아픈 부모로 인해 자기 자신만을 믿을 수 있다고 생각함, 자녀가 부모를 돌봐야 하는 역할 역전(role reverse), 혹은 부모 역할을 대신하여 어린 형제를 돌봐야 하는 상황이 됨
- 부모의 정신적 문제 : 자기애적 인격장애(narcissistic personality disorder)를 가진 부모(부모화)
- 부모의 약물 남용
- 밀착 가족(enmeshed family) : 설령 지지와 사랑이 있다해도, 밀착 가족은 부모와 자식의 경계(boundary)가 무너지고 역할이 뒤죽박죽되어, 애착, 독립, 친밀감 등에 문제가 발생함[4] (밀착)

## 징후
친밀감에 대한 두려움은 로맨틱, 플라토닉, 혹은 친숙한 관계 등 어떤 유형의 관계 속에서 다양한 방식으로 발생할 수 있다. 기저에 있는 두려움이 나타난다는 것은 타인과의 연결을 이루려는 것의 반대로 해석될 수 있다는 것이다. 예를 들어, 친밀한 관계를 강하게 원하지만, 친밀감에 대한 공포는 이러한 관계를 형성하고 유지하는 데에 문제를 일으킬 행동을 하게 한다는 것이다.
역설적으로, 관계태업(relationship-sabotaging) 행동은 문제 있는 관계를 특별히 중시하는 경우에 가장 잘 드러난다. 친밀감에 대한 두려움이 있는 사람과 알게 되면 잘 이해된다. 친밀감을 원하지 않는 한, 두려움은 문제를 일으키지 않는다. 아래는 몇 가지 행동들이다.
- 한번에 여러 명과 데이트를 하면서도 한 사람에게 전념하는 것에 대한 두려움을 가지고 있다.
- 완벽주의자이다.
- 욕구 표현이 힘들다.
- 관계태업(sabotaging relationships)을 한다.
- 신체접촉에 대한 어려움을 가지고 있다.[5]

## 대처행동
전문가 치료 이외에도, 개인이 이 두려움을 극복하는데 할 수 있는 방법들이 있다. 지속적인 변화가 나타날 때까지 부정적인 자아상을 직면하고 극복하는 것이다. 불확실성을 수용하고 왜 이러한 공포가 나타났는지를 발견하기 위하여 자신을 살펴보는 노력이 필요하다.
- 불확실성 수용하기 : 삶이든 관계든 불확실한 것은 당연하다. 좋은 결과를 바라지 말고 하루하루에 집중하는 식으로 살아가야 한다.
- 자기연민 : 자기자신을 편하게 대하고 나만의 가치를 파악하며, 타인과 경계를 명확하게 하는 것이 필요하다.
- 과거 돌아보기 : 부모를 부정적으로 생각하는 것은 어렵지만, 친밀감에 대한 두려움의 근원을 찾는데는 필요한 작업이다. 부모가 나를 무시하거나 방임하거나 학대하거나 통제했다면, 이러한 관계가 인간관계의 유일한 모델이 아님을 인지하는 것이 도움될 것이다.
- 두려움을 유발하는 내면의 소리에 주목하기 : 친밀감에 대한 두려움을 유발하는 목소리는 뿌리깊이 자리잡혀 있을 수 있다. 오래동안 스스로를 비판하면서 살았다면, 이제는 자기 비판이 일상적인 것이 되었을 수도 있다. 자기 비판을 수용하지 말고 자신에 대한 판단을 멈춘 뒤, 이러한 판단이 어디서 왔는지 생각해보고 그것을 고치려고 노력해야 한다.
- 목표 설정하기 : 오래 지속되는 친밀한 관계를 원한다면, 이전에는 어떻게 사람들을 밀쳐냈는지 살펴보고, 과거와 현재에 있어서 자신이 원하는 것과 목표가 무엇인지, 어떤 행동이 이를 달성하는데 도움이 되었는지 살펴볼 필요가 있다.
- 오래동안 꾸준히 하면서 기다리기 : 하루아침에 변화가 발생하지 않는 것은 당연하다. 중간에 차질이 발생하더라도 스스로를 용서하고 자신의 성격적 결함이라고 생각하지 말며, 앞으로 천천히 나아가다 보면 언젠가 나아질 것이라고 생각하면 된다. 긍정적인 관계를 형성하는 것도 좋을 것이다.[6]

## 관련대상자

### 여성들
레이스(Reis)와 그레나이어(Grenyer)의 연구에 따르면, 우울증을 가진 여성이 친밀감에 대한 공포 수준이 더 높다. 다른 연구에서는 여성들의 친밀감에 대한 공포는 원하는 친밀감(desired intimacy)이 아니라 현존하는 친밀감(actual intimacy)에 강하게 관련되어 있다고 한다. 이 연구는 여성의 친밀감에 대한 공포 수준은 커플의 관계의 지속 수준을 보여주는 좋은 표상이라고 한다. 다른 연구에 의하면, 친밀감에 대한 공포를 가진 여성들은 데이트 관계에 있어서 상대 남성이 이러한 공포가 없다하여도, 친밀감을 덜 느낀다고 한다. 또한 이 연구는 여성들의 친밀감에 대한 공포는 관계의 친밀감과 관계가 끊이지 않고 지속될 가능성에 있어서 중요한 역할을 한다고 한다. 또한 낯선 사람을 믿지 말라고 교육받은 여성들은 그렇지 않은 여성들보다 친밀감에 대한 공포가 더 크고 외로움도 더 많이 탄다.

### 학대받은 여성들
1998년, 마크 텔렌(Mark H. Thelen), 미셸 셔먼(Michelle D. Sherman), 티파니 보스트(Tiffany S. Borst)는 강간피해자들이 애착과 친밀감에 대한 공포에 있어서 어려움을 겪고 있는지를 알아보기 위하여 연구를 수행하였다. 연구에서, 이들은 FIS와 다른 방식을 이용하여 강간피해자들이 다른 학대받은 적 없는 대조군들과 비교하였다. 특성불안(trait anxiety) 환자는 제외되었다. 그 결과, 친밀감에 대한 공포, 타인을 믿을 수 있는 것에 대한 신뢰 정도, 친밀함에 대한 편안한 느낌에 있어서 유의미한 차이는 없다고 밝혀졌다. 이 연구 결과는 타인을 믿을 수 있는 것에 대한 신뢰 정도와 친밀함에 대한 편안한 느낌은 FIS와 부정적으로 연관이 있으나, 유기공포(fear of abandonment)는 FIS와는 연관이 없음을 보여준다. 애착 범위와 FIS는 특성불안에 있어서 예상되는 방향과 중요하게 연관되어 있었다. 연구 결과는 강간피해자는 친밀감에 대한 공포가 더 높다는 점에서 대조군과는 차이를 보이며, 이는 강간피해여성이 친밀한 관계에 있어서 불편함을 느낀다는 것을 말한다. 강간 피해 사실을 드러낸 여성은 친밀감에 대한 공포나 애착 측정에 있어서 강간 피해 사실을 드러내지 않은 여성과는 중대한 차이점을 보이기도 했다. 그러나 이 차이는 이미 예견된 방향이었다.
또다른 연구는 학대받은 경험이 없는 여성에 비하여 학대받은 여성은 유의미하게 높은 수준의 자기희생(self-sacrifice)의 외면화, 침묵, 친밀한 관계의 단절을 보여주었다. 이들은 또한 대인관계에서 경험한 신뢰의 배신(betrayal of trust)으로 인하여 폭행 피해 여성과 함께 작업할 때, 이러한 여성을 도우려는 것의 어려움은 커지게 된다는 것도 밝혔다.

### 유년기 성적 학대 피해자
유년기 성적 학대 피해자는 타인이 자신의 본모습을 보는 것을 극도로 두려워한다. 이들은 그럴만한 자격 있는 사람을 신뢰하고 이들에게 자신을 개방하는 것을 다시 피해를 입는 것으로 여기고 두려워한다. 이들의 경험으로 인하여, 친밀감은 유년기 성적 학대 피해자 대부분에게 매우 두려운 것으로 느껴질 것이다. 타인과 다시 친밀감을 느낀다는 것은 이런 상황이 매우 위험하며 이용당할 지도 모른다는 것을 상기하는 것이다.

### 아동성추행자와 아동학대자
최근 연구에서는, 충분한 친밀감을 경험하지 못하거나 외로움을 느끼는 이들은 성폭력행위를 드러내기 쉽다는 것이 드러났다. 최근 연구에 따르면, 아동성추행자는 강간범, 성적학대와는 무관한 재소자, 일반인들에 비하여 상당히 높은 수준의 친밀감에 대한 공포를 보였다고 하였다. 또한 애착 불안(attachment anxiety) 남성은 갈등 상황에서 다른 목표를 보이는데, 즉 연결된 상태로 있는 것이다. 이는 심각하지만 가볍지 않은 폭력과 심리적 학대를 사용하는 것을 완화시킬 것이라고 하였다.

## 친밀감에 대한 공포 측정 등급
친밀감에 대한 공포 측정 등급(The Fear of Intimacy Scale, FIS)은 35가지 자기평가(self-evaluation)로서 개인의 친밀감에 대한 공포의 수준을 측정한다. 이 테스트는 개인이 어떤 관계에 있지 않더라도 수준을 측정할 수 있다. 도이(Doi)와 텔렌(Thelen)은 FIS가 타인을 신뢰할 수 있다는 자신감이 있을 때 긍정적으로 연관되어 있지만, 버림받을 수 있다는 두려움이 있을 때는 편안함과 친밀함에 대하여 부정적으로 연관되어 있다는 것을 발견하였다. 높은 점수는 친밀감에 대한 공포 수치가 높다는 것을 의미한다.

## 친밀감 불안 장애
친밀감불안장애(intimacy anxiety disorder)는 한 명 이상의 친밀/성적 상호관계(intimate/sexual interactions), 파트너-사교성 상호관계(partner-social interactions)에서 불안이나 공포를 강렬하게 느끼는 것을 특징으로 한다. 이는 상당한 고통을 불러일으키면서 동시에 일상생활을 원활하게 보내는 능력을 저해한다.
성적 상호관계(sexual interaction)에서는 무능, 실수, 성적 상호관계를 수행하는 방식에 대한 평가에 대하여 강렬한 불안을 가지며, 성관계 동안 피해를 주거나 입을 수 있다.
파트너-사교성 상호관계(partner-social interactions)에서는 실수, 무능, 실패, 관계 수행에 대한 평가에 강렬한 불안을 갖는다.
친밀감불안장애 판단기준에 부합하려면, 파트너-사교성 상호관계나 성적 상호관계에서 높은 불안감이 나타나야 한다.

## 같이 보기
- 결혼공포
- 밀착
- 부모화
- 불안장애
- 유기공포
- 애착
- 애착장애
- 자기애성 인격장애
- 정서적 친밀성
- 착한아이 콤플렉스
- 친밀감에 대한 공포
- 친밀 관계